# Jaca
Jaca (in aragonese: Chaca) è un comune spagnolo di 13 396 abitanti (stima 2009) situato nella comunità autonoma dell'Aragona. È il capoluogo della comarca della Jacetania, alla quale ha dato il nome, ed è situata lungo il Cammino aragonese di Santiago, a circa trenta km dalla frontiera ispano-francese.
Cittadina pirenaica dal passato illustre e prima capitale del Regno d'Aragona, è considerata una fra le più importanti stazioni sciistiche di Spagna (gli impianti sono però situati a una ventina di chilometri dalla città). Oltre che per gli sport invernali, Jaca è nota anche come antico centro religioso (fu eretta a Diocesi nell'XI secolo, e possiede un'imponente cattedrale romanica), per la Cittadella fortificata e per il festival internazionale di musica (a cadenza biennale).
A Jaca vengono organizzati corsi estivi dall'Università di Saragozza, mentre conferenze e simposi sono spesso ospitati nel moderno e capiente Palazzo dei Congressi. È stata inoltre una delle città candidate ad ospitare i XVIII Giochi olimpici invernali ed i XXII Giochi olimpici invernali.

## Geografia fisica
Il territorio comunale è situato ai piedi dei Pirenei centrali, nella zona nord-occidentale della regione. La città si estende lungo il margine sinistro del fiume Aragón, nella valle che prende il nome da tale corso d'acqua. A sud si staglia imponente, a pochi chilometri di distanza dall'abitato, la Peña Oroel, ultima cima dei contrafforti prepirenaici.
Il clima della città è di tipo subcontinentale, pur se influenzato dai venti oceanici provenienti dalla vicina Navarra, con inverni freddi ma non rigidi (la temperatura media di gennaio è di circa 2,5 °C) ed estati tiepide (la temperatura media del mese più caldo, luglio, è di circa 20 °C). Le precipitazioni sono generalmente comprese fra gli 800 e i 900 mm.

## Storia

### Epoca preromana
I primi abitanti della regione di cui possediamo testimonianze furono gli Jacetani, popolo forse di origine non iberica, ma iberizzatosi prima della conquista romana (195-194 a.C.). Tale gruppo etnico, in epoca imprecisata, si era stanziato nei Pirenei e Prepirenei aragonesi, fra l'attuale frontiera franco-spagnola e i margini settentrionali della Hoya de Huesca. Erano pastori che lasciavano la coltivazione dei campi alle donne. Il loro centro più importante era Iacca (da cui è derivata l'attuale denominazione), una piccola città fortificata in prossimità dei territori occupati dai Baschi.

### Colonizzazione romana
Gli invasori romani, guidati dal console Marco Porcio Catone, penetrarono nella Penisola iberica nel 195 a.C. trovando, in regione, un'accanita resistenza da parte degli Jacetani. In quello stesso anno (o, secondo taluni, nel 194 a.C.), posero l'assedio a Jaca che poco prima era stata abbandonata da quasi tutti gli uomini atti alle armi recatisi in un territorio limitrofo per combattere i Sussetani (altra popolazione iberica). Intercettati e fatti prigionieri dai Romani, non poterono più rientrare in città. Quest'ultima, rimasta quasi indifesa, fu facilmente espugnata da Marco Porcio Catone che ne prese possesso con tutto il territorio circostante. 

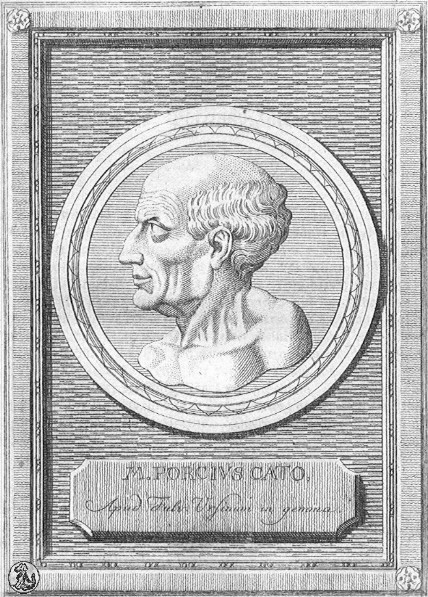
Marco Porcio Catone, il conquistatore di Jaca

Località strategica per il controllo della parte nord-occidentale della Tarraconensis e di alcuni importanti passi pirenaici, Jaca prosperò durante la dominazione romana e conobbe una certa crescita demografica ed economica: ne fa fede la presenza, in città, di una zecca. Gli abitanti erano dediti sia al commercio che all'agricoltura ed alla pastorizia.

### Culla del Regno d'Aragona
Nel V secolo Jaca fu costretta a seguire il triste destino di tutta l'Hispania romana entrando in un periodo di decadenza che si protrasse anche durante la dominazione visigota (fino agli inizi dell'VIII secolo). Sembra che la città non venisse occupata militarmente dagli invasori islamici ma con ogni probabilità dovette accettarne la supremazia, divenendone tributaria. Già in epoca carolingia tuttavia, il nobile Aznar I, con l'appoggio e il consenso di Carlo Magno fondò qui, attorno all'anno 800, una contea che prese il nome dal fiume Aragón e che ebbe in Jaca il proprio fulcro. La città venne fortificata e difesa con successo da vari attacchi musulmani nel corso del IX secolo. Entrata in possesso dei re cristiani di Pamplona, il sovrano Sancho III Garcés di Navarra il Grande diede la città e tutta la contea a suo figlio Ramiro I cui conferì anche il titolo di re, riconosciuto dal Papa, mediante bolla, al suo successore, Sancho Ramírez. Nacque così il regno di Aragona, legato da vincoli di vassallaggio alla Santa Sede e destinato a giocare un ruolo di primaria importanza nella penisola iberica e in tutto il bacino del Mediterraneo fino al 1479, anno in cui venne unito dinasticamente alla Spagna castigliana. Tale regno ebbe, come sua prima capitale, la città di Jaca.
Nel 1010 si tenne in città un concilio della chiesa cattolica. A Jaca, poco prima di essere elevata a capitale del Regno d'Aragona, Sancho Ramirez I concesse un Fuero e cioè uno statuto speciale e dei privilegi che determinarono una notevole espansione urbana cui contribuì anche il passaggio per la città del camino de Santiago. Venendo dalla Francia attraverso il passo del Somport, la città costituì per secoli la prima tappa importante in terra spagnola, e l'unica dotata di strutture ricettive (locande, stalle per i cavalli) prima di raggiungere la vicina Navarra, ad occidente, o Huesca, a sud. Tale favorevole ubicazione comportò benefici di carattere culturale, sociale e commerciale. Subito dopo essere stata eretta a diocesi (seconda metà dell'XI secolo), a Jaca fu innalzata, in pieno centro urbano, una superba cattedrale, considerata ancor oggi uno dei più significativi edifici romanici d'Aragona e di Spagna.
Anche dopo la riconquista cristiana di Saragozza (1118), destinata a diventare capitale del Regno, Jaca continuò a prosperare. Nella seconda metà del XV secolo però, fu colpita da un incendio e da una catastrofica epidemia di peste che dimezzò il numero dei suoi abitanti.

### Epoca moderna
L'unione dinastica fra il Regno di Aragona e quello di Castiglia (1479) assestò a Jaca e a tutti i territori della Corona d'Aragona un colpo mortale. Divenuta una città periferica di un Regno depauperato e asservito all'imperialismo castigliano, Jaca sembrò ritrovare un certo slancio fra la fine del XVI e gli inizi del XVII secolo, quando venne potenziata la sua funzione militare, in virtù della vicinanza alla frontiera francese. È di quell'epoca la Cittadella (1595), imponente fortificazione militare progettata e edificata da un architetto italiano, Tiburzio Spannocchi (noto anche come Tiburcio Spanochi o Tiburcio Espanoqui), per ordine di Filippo II.

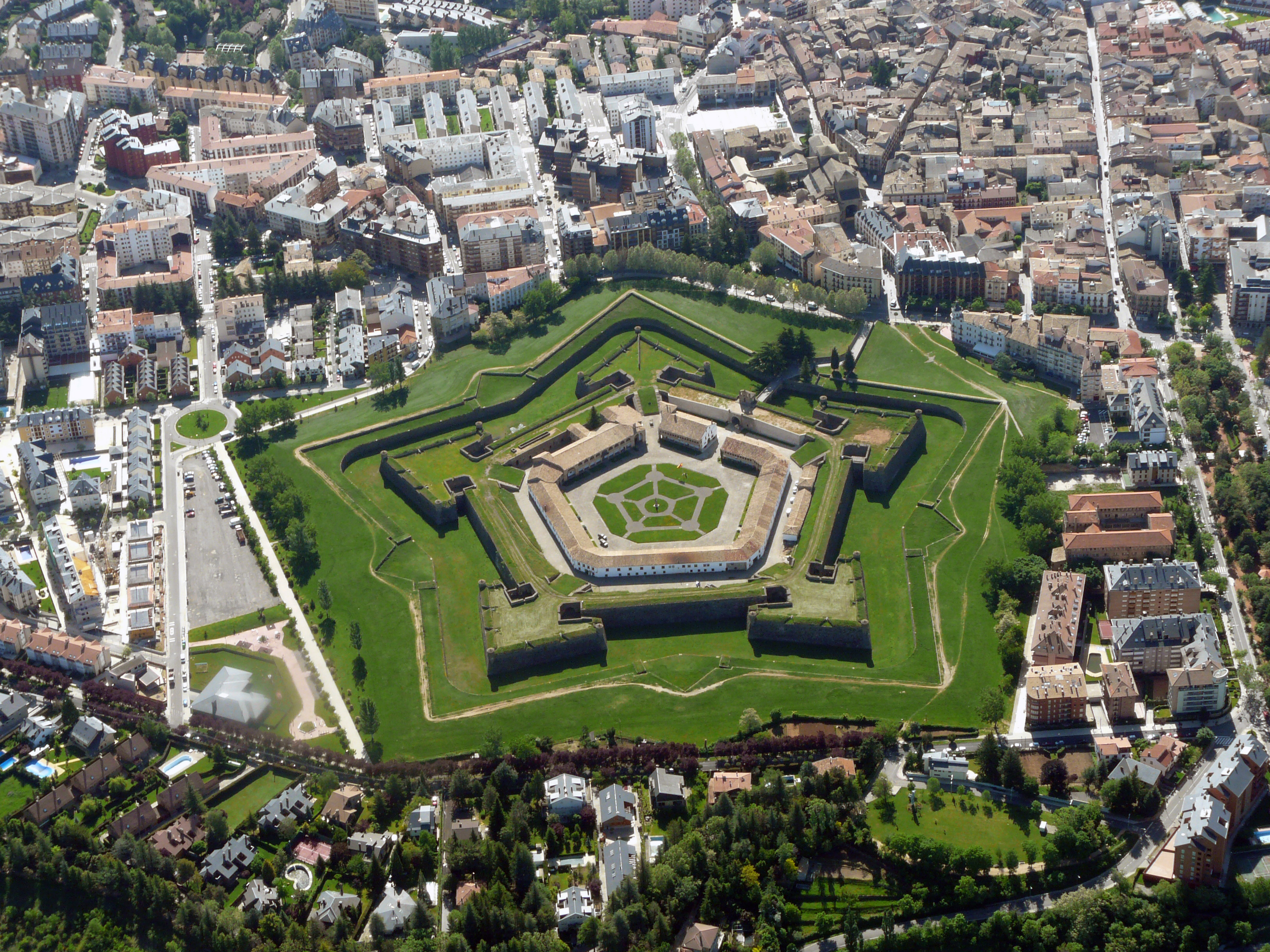
Cittadella di Jaca.

### Epoca contemporanea
A partire dal 1883 Jaca conobbe un ulteriore periodo di sviluppo dovuto all'arrivo della rete ferroviaria che congiungeva la cittadina a Saragozza, mantenendo nel contempo il suo ruolo militare e strategico fino ad epoca franchista (1939-1975). Nel dicembre del 1930 si verificò in città una sollevazione militare che portò alla proclamazione della Repubblica ben presto domata dall'intervento dell'esercito. I due capi della rivolta, i capitani Galán e García Hernández, furono fucilati, dopo un processo sommario, lo stesso giorno in cui vennero catturati. Molti accusati, grazie alle pressioni di alcuni aragonesi influenti e dell'opinione pubblica, evitarono la pena capitale e furono condannati a pene detentive di varia natura e durata o indultati.
Persa la sua funzione militare a seguito dell'integrazione della Spagna nella Comunità Europea (dal 1986), la ricchezza della città si è andata sempre più poggiando sul terziario e sul turismo che fanno di Jaca una delle principali stazioni sciistiche dei Pirenei, grazie anche alla sua vicinanza alle piste delle località di Astun e di Candanchu, e un vivace centro di scambi favorito dalla sua prossimità a Zaragoza, alla ricca Navarra e alla regione storica francese del Béarn.

## Monumenti
La città possiede importanti monumenti romanici fra cui la Cattedrale di San Pedro, costruita fra la seconda metà dell'XI secolo e i primi anni del secolo successivo, fra le più importanti dell'Aragona, il Monasterio de Monjas Benedectinas del secolo XII e la Sala Capitular, che ospita il Museo diocesano, con un'importante collezione di affreschi del XII e XIII secolo staccati da diverse chiese dei Pirenei.
La Ciudadela (cittadella), di pianta pentagonale e in perfetto stato di conservazione, fu fatta costruire da Filippo II nel 1595 su progetto dell'architetto italiano Tiburzio Spannocchi. Al 1546 risale la costruzione della Casa del Ayuntamiento, al cui interno è custodito il Libro de la Cadena , riproduzione del XIII secolo del Fuero (in italiano, statuto municipale) concesso nel 1077 alla città.

### Dintorni
A 17 km si trova il paese di Santa Cruz de la Serós con due importanti chiese romaniche dell'XI secolo: Santa María e San Caprasio (quest'ultima in stile romanico lombardo).
A poco più di venti chilometri c'è il monastero di San Juan de la Peña, risalente al X secolo. Nel secolo successivo fu ampliata la chiesa scavata nella roccia, costruito il chiostro romanico e un nuovo edificio di culto, all'interno della quale ci sono le tombe di molti sovrani e nobili di Aragona, fra cui anche quella di Jimena, moglie del leggendario eroe del riconquista Cid Campeador.
A trenta chilometri circa è ubicato il Passo del Somport (in spagnolo puerto del Somport, in aragonese Port d'Urdos, l'antico Summus Portus romano) valico e posto di frontiera franco-spagnola a 1632 metri di altitudine.

## Società

### Evoluzione demografica
Jaca

Dati censuali (1900-2001) o stimati (2009) relativi alla popolazione residente (in spagnolo: población de derecho).

## Feste ed eventi
La festa principale è quella del 1º maggio in ricordo della battaglia del conte Aznar contro i musulmani di al-Andalus. Dura una settimana con sfilate in costumi dell'epoca, rappresentazioni fra lo storico e il leggendario della battaglia, feste e balli.
Le feste patronali del capoluogo e delle frazioni, dedicate a Sant'Orosia (o Eurosia) e a San Paolo, si svolgono generalmente con cerimonie religiose, processioni e banchetti. Il culto di Sant'Orosia, originario di Jaca (la santa è nota anche come Sant'Orosia di Jaca), si diffuse in età medievale in tutta la Spagna e, già in epoca moderna, anche in Francia ed Italia (XVI-XVII secolo).
Il Mercado Medieval è una ricostruzione della vita lavorativa medievale, con esibizione, nelle strade cittadine, strada, di artigiani intenti ad operare secondo le tecniche tradizionali oramai in disuso, per poi vendere i propri prodotti. La Settimana santa è particolarmente sentita e si svolge, con grande solennità, fra processioni e rappresentazioni sacre, secondo le tradizioni spagnole. Le romerias sono dei pellegrinaggi ai santuari che si svolgono, come in altre parti della Spagna, facendo seguire ai riti religiosi del mattino feste campestri, giochi, pranzi all'aperto, canti e balli. Di particolare importanza per l'ampia partecipazione popolare è la Romería a la Virgen de la Cueva, che ha luogo nel mese di maggio. In agosto si svolgono invece il Festival Folklorico de los Pirineos (con cadenza biennale), il Festival del Camino de Santiago e la Feria del libro.

## Amministrazione

### Gemellaggi
Jaca è gemellata con:
- Elche, dal 1963